# 荒川鎮雄
荒川 鎮雄（あらかわ しずお）は、日本の編集技師。

## 主な編集作品

### 映画
編集助手
- タンポポ （1985年）　- ネガ編集
- 喜多郎の十五少女漂流記 （1992年）

編集
- つぐみ （1990年）
- 幕末純情伝 （1991年）
- REX 恐竜物語 （1993年）
- きっと、来るさ （1993年）
- 教祖誕生 （1993年）
- 新宿欲望探偵 （1994年）
- 雷電 （1994年）
- 東京兄妹 （1995年）
- ガメラ 大怪獣空中決戦 （1995年）
- シベリア超特急 （1996年）
- ガメラ2 レギオン襲来 （1996年）

### テレビドラマ
- 大人は判ってくれない （1992年、フジテレビ）[2]